# Lepelstraat (Amsterdam)

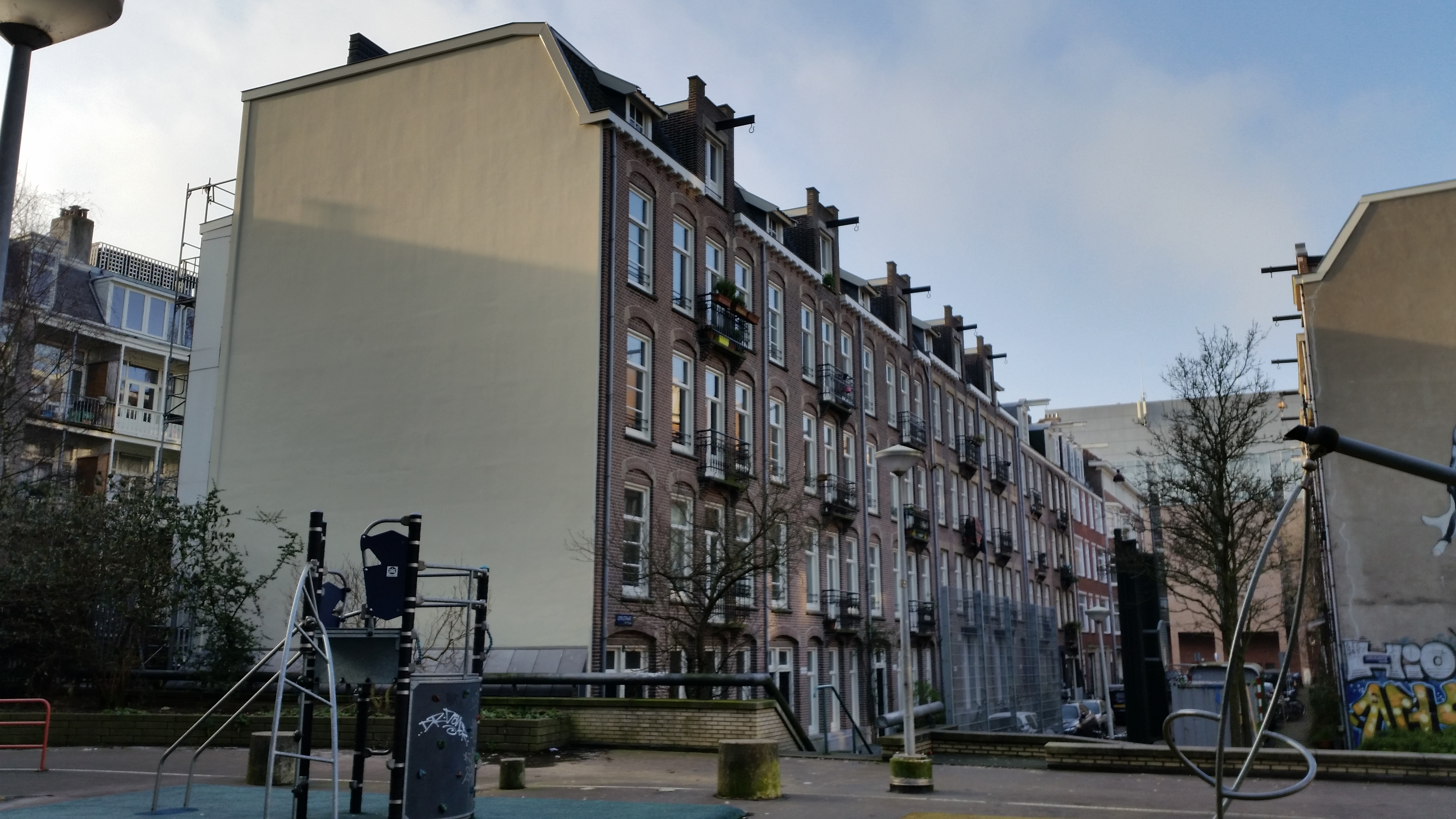
Lepelstraat even zijde (januari 2020)

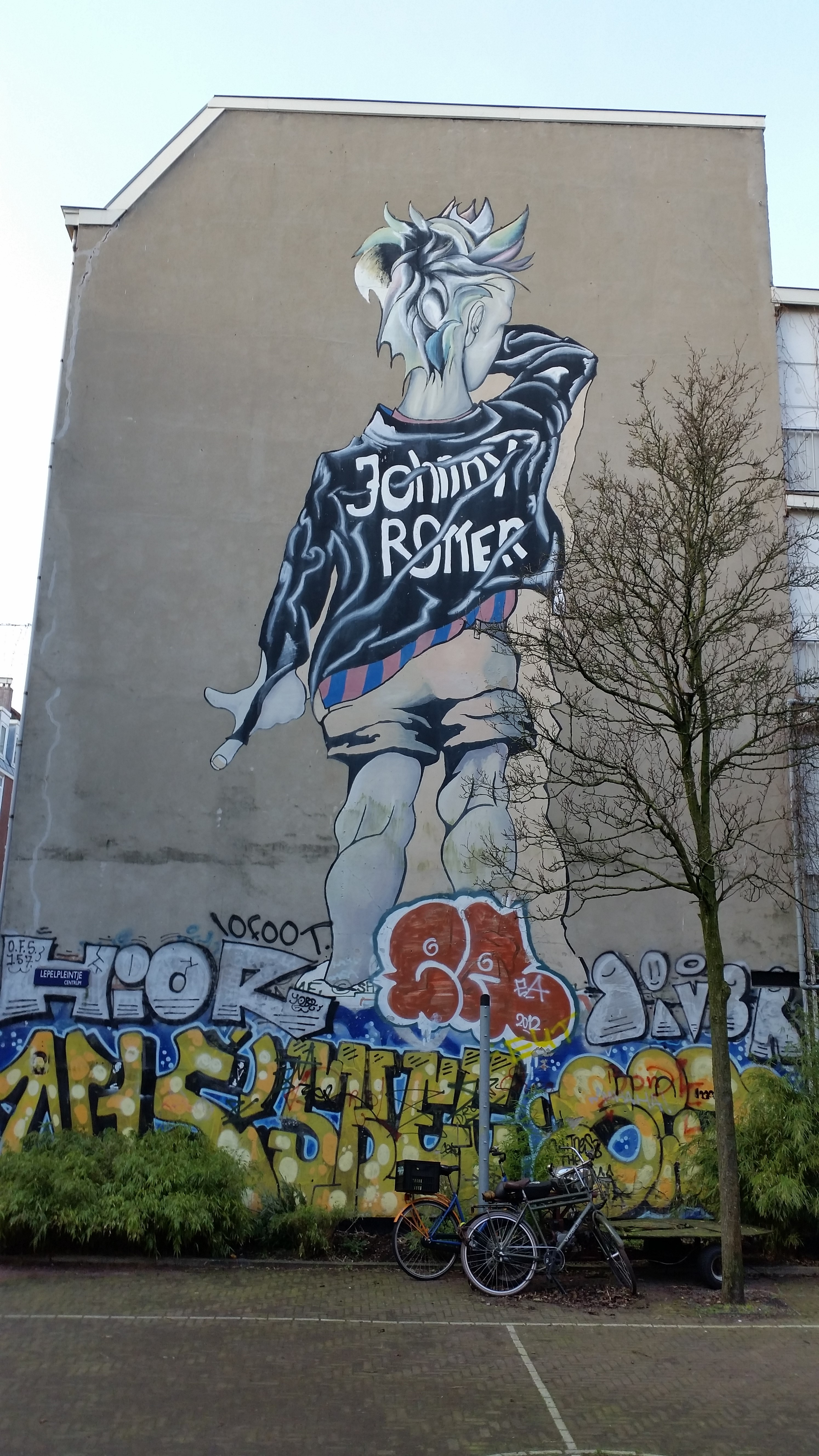
Muurschildering (januari 2020)

De Lepelstraat is een korte en smalle straat met woningen in de Weesperbuurt in Amsterdam-Centrum.

## Geschiedenis en ligging
De straat komt al voor op stadsplattegronden uit de 17e eeuw. Stadsarchitect Daniël Stalpaert tekende de straat op zijn stadsontwerp van 1662. Ook het ontwerp van de 'Vierde Uitleg' uit 1679 laat een straat zien ter hoogte van de Amstelsluizen in de Amstel. Er wordt dan nog weinig bebouwing aangegeven. Waarschijnlijk was er een soort bedrijventerrein, in de nabijheid lag de Stadstimmertuin. De straat was toen een zijstraat van de Weesperstraat en had de naam Weesperdwarsstraat. De straatnaam 'Lepelstraat' komt al voor in de Alphabetische lijst van al de grachten, straten etc. binnen Amsterdam ten behoeve van het kantongerecht uit 1838 en ook Jan/Johannes Ter Gouw noemde de Lepelstraat al in zijn boekwerk Amsterdam uit 1865, als zijnde de straat tussen de Weesperstraat en een vuilnisbelt. Grootschalige woningbouw kwam er aan het einde van de 19e eeuw. Men vermoedt dat de straat vernoemd is naar een gevelsteen die er ooit een gevel zou hebben gesierd. 
De straat werd in de loop der jaren verlengd tot hij de volle lengte tussen de Onbekendegracht en de Roetersstraat bereikte; dit werd op 26 juni 1889 per raadsbesluit vastgesteld. Na de naamgeving kwamen steeds meer gegoede Joden hier wonen, vertrokken uit de Jodenbuurt rondom de Jodenbreestraat, waar de woningen overvol en vervallen waren. Op het hoogtepunt was van de bewoners van de straat circa 84% aanhanger van het Joodse geloof. Dat het dichtbevolkt was blijkt voorts uit het feit dat er in 1903 een openbare werk- en leerschool kwam voor meisjes op nummer 17 en een openbare school voor voortgezet lager onderwijs. Tijdens het nazi-regime gedurende de Tweede Wereldoorlog werd de Joodse bevolking door middel van razzia's bijeengedreven en afgevoerd. De schrijfster Marga Minco noemde de Jodenvervolging in haar boek Het bittere kruid, die ze schreef vanuit de ik-persoon. Door de verlatenheid en houtroof stortten sommige van de gebouwen in, zoals een foto in het Stadsarchief van Amsterdam van juni 1945 laat zien.
De stad krijgt te lijden onder het toenemende verkeer op de Weesperstraat; die moest 18 meter breed worden, hetgeen inhield dat een deel van de bebouwing aan de Lepelstraat ten prooi viel aan sloop. Die verbreding van de Weesperstraat zorgde ervoor dat de straat in tweeën geknipt werd. Het traject werd in 1980 opnieuw vastgesteld. De straat reikt dan vanaf de Onbekende Gracht niet verder dan de Weesperstraat. De “straatresten” aan de andere zijde van de Weesperstraat kregen de naam Lepelkruisstraat en Korte Lepelstraat; inderdaad nog korter dan de Lepelstraat. In 1983 is er nog een open verbinding en de vorm van een groenstrook, in de volksmond Lepelpleintje. Als even later de westzijde van de Weesperstraat wordt bebouwd komt ook die verbinding te vervallen; er is alleen nog een onderdoorgang, die uitsluitend bereikbaar is via een verhoogd aangelegd speelveld.
Inwoners van de straat kijken aan de westkant uit op de achtergevel van Theater Carré, die in niets doet denken aan de voorgevel van dat rijksmonument.
Amsterdam kent ook een Plantage Lepellaan. Deze ligt in het verlengde van de oude Lepelstraat aan de overzijde van de Plantage Muidergracht.

## Gebouwen
Huisnummers lopen op van 1 tot en met 56, maar de oneven nummering gelegen aan de noordkant stokt bij 15. Er is geen bijzondere bebouwing aanwezig, noch gemeentelijk monument, noch rijksmonument.   

## Kunst
De straat is relatief nauw en kort. Er is geen plek voor kunst in de openbare ruimte. Op de kopse kant van de noordelijke bebouwing is een muurschildering te zien. Op verzoek van Woningbouwvereniging Ons Huis maakte Gijs Geleijnse in 1982 een metershoge afbeelding van een punkmeisje in korte broek en leren jack met het opschrift Johnny Rotten. De schildering was in 2024 nog aanwezig. Het verhoogde speelveldje kende door architect Aldo van Eyck ontworpen straatmeubilair, daarvan zijn alleen de betonnen zitjes bewaard gebleven.    

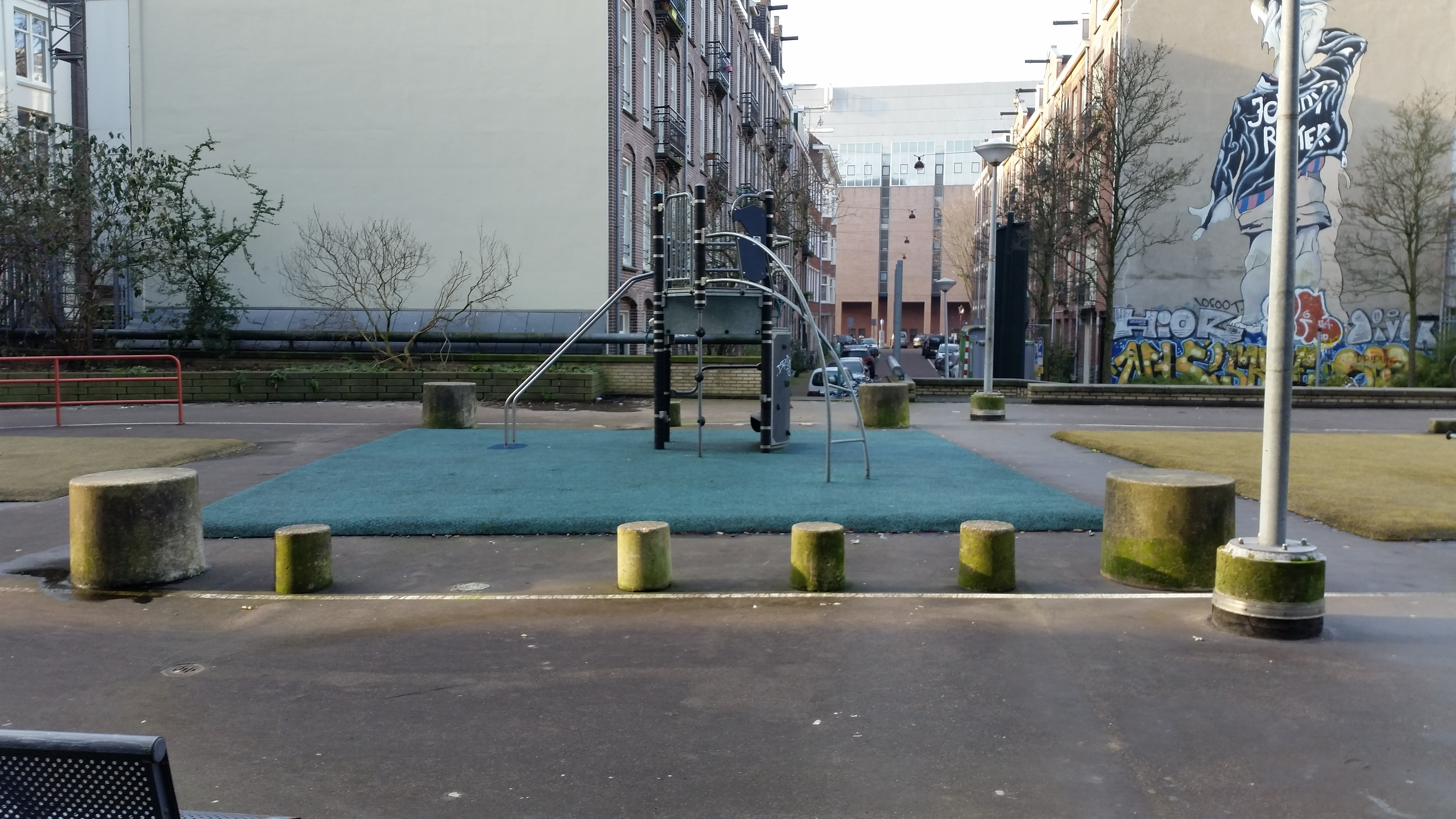
Speelveld Lepelstraat met zitjes van Aldo van Eyck (januari 2020)